# Годфрі Ґао
Ґао Їсян (кит.: 高以翔, англ. Godfrey Gao; 22 вересня 1984 – 27 листопада 2019), справжнє ім'я Цао Чжисян(кит.: 曹志翔) — тайванський актор і модель.
27 листопада 2019 року Ґао раптово і несподівано помер під час запису реаліті-шоу супутникового телебачення Чжецзян «Chasing Me» в місті Нінбо провінції Чжецзян у віці 35 років.

## Життєпис
Ґао Їсян народився 22 вересня 1984 року в Тайбеї наймолодшим з трьох братів у родині. Його прадід Цао Чженьшен був головним перекладачем Бюро міністерства промисловості Шанхайської французької концесії. Дідусь був землевласником біля вулиці Діхуа у Тайбеї, батько Цао Даочен працював генеральним менеджером тайванського відділення Michelin Tire, а мати Ґао, Чень Сіжень — малайзійська китаянка, яка виграла конкурс краси Пінанг у 1970 році. Ґао іммігрував разом із сім'єю до Ванкуверу коли він вчився в початковій школі.

### Акторська кар'єра

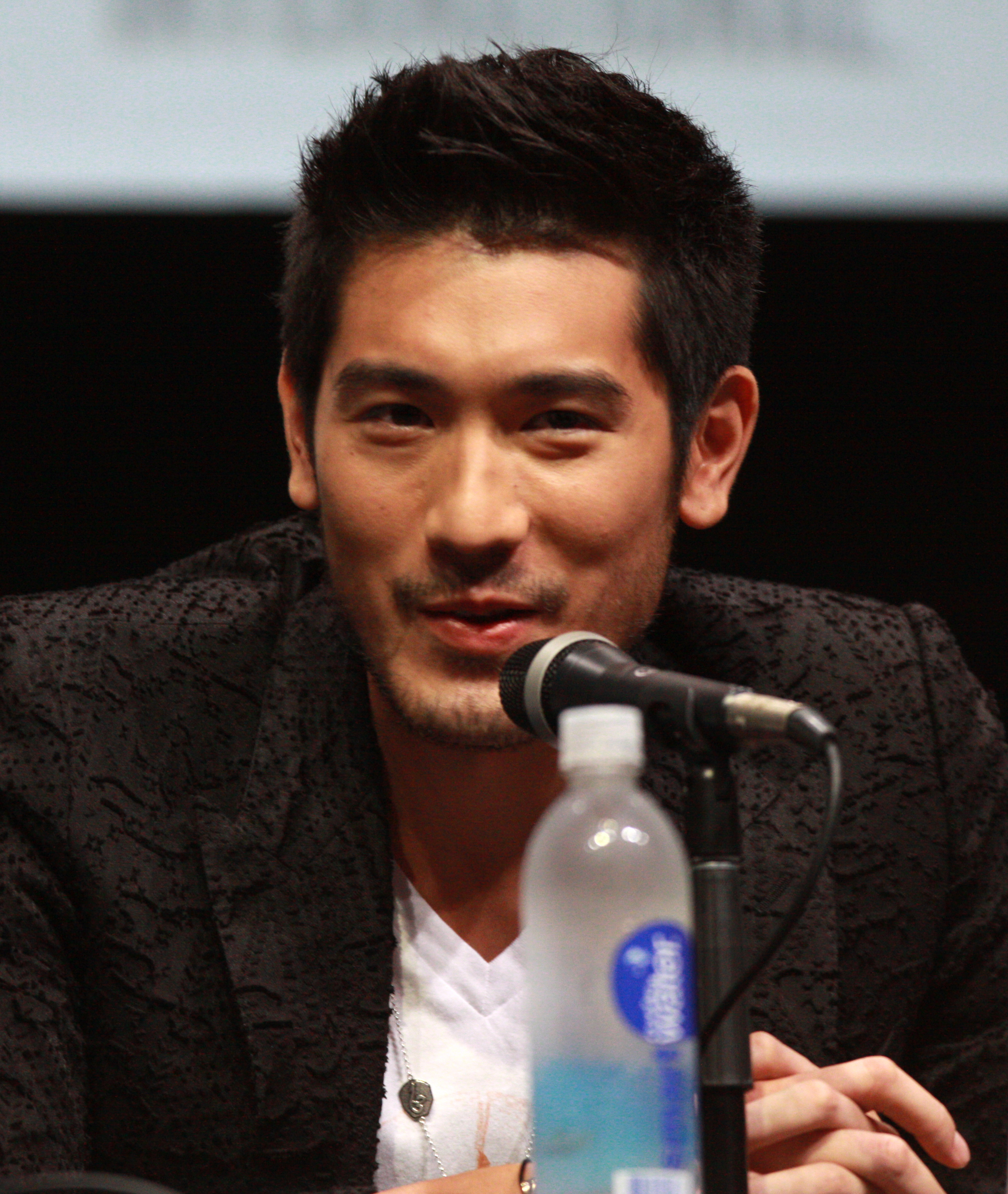
Ґао у 2013 році на міжнародному заході Comic-Con у Сан-Дієго

Після повернення до Тайваню у 2005 році Ґао відвідував багато модних вечірок і телешоу, що привернуло увагу ЗМІ привернув увагу засобів масової інформації та журналів.
У 2006 році Ґао знявся в епізодичній ролі в драмі «Чарівник кохання». У тому ж році він зіграв ролі другого плану в багатьох серіалах, таких як «Діти з раю», «Королева кохання» та «Суперпартнер». У 2008 році Ґао став працювати у материковому Китаї, ставши співпродюсером фільму «Жінки не погані» разом із Чжоу Сюнь, Чжан Юйці та Гуй Луньмей. У 2010 році він знявся разом з Чень Тінгні у драмі «Мій коханець у черзі», виконавши свою першу у кар'єрі головну роль. Того ж року Ґао був обраний «Модним артистом року Гонконгу та Тайваню» часописом «Esquire» на материковому Китаї.
У 2011 році Ґао був одним із ключових гравців у глобальній весняно-літній іміджевій рекламі LV 2011, ставши першою азіатською моделлю, призначеною в іміджевій рекламі LV. У 2012 році він почав зміщувати фокус своєї кар'єри на материковий Китай, беручи участь у таких телесеріалах, як «The Gorgeous Family» і «The Price of a Winning Girl».  Того ж року він співпрацював з Цзяо Цзюньяном у драмі про кохання «Познайомтеся з Ван Лічуанем», яка розповідає історію Швейцарії. Завдяки образу красивого, якісного та теплого чоловіка в драмі популярність Ґао стрімко зросла, і користувачі мережі прозвали його «народним чоловіком».
У 2013 році Ґао співпрацював з Хуан Бо, Лін Чілін і Цінь Хайлу в романтичному фільмі «101 пропозиція», а також увійшов до Голлівуду як запрошена зірка у фільмі «Знаряддя смерті: Місто кісток». Згодом він знявся в онлайн-драмах «Qian Duoduo Lian» і «Love ». У 2016 році він зіграв головну роль у романтичному фільмі «Наймиліша різниця у зрості», а також зіграв роль Лу Бу в костюмованій романтичній драмі «Бог бойових дій Чжао Цзилун» разом з Лінь Генсінь та Ім Юн. У 2017 році він знявся у романтичній комедії «На Манхеттені»  і у бойовику «Я Марбері», в якому Стівен Марбері зіграв головну роль.

### Смерть
Приблизно о 1:30 ночі 27 листопада 2019 року, майже через 17 годин після запису реаліті-шоу Zhejiang Satellite TV «Chasing Me», Ґао раптово став повільно рухатися та вигукнув: «Я не можу більше». Після цього він сів на придорожню підставку для квітів, ліг і знепритомнів. Його серце зупинилося на 3 хвилини. Після 15-хвилинної серцево-легеневої реанімації його серцебиття на деякий час відновилося. Він лежав у реанімації у лікарні Лі Хуілі медичного центру Нінбо майже 3 години, але згодом лікарі оголосили смерть у зв'язку із раптовою зупинкою серця. Ґао помер у віці 35 років.
Існує дві версії розгортання подій:
- Присутні шанувальники зазначають, що після того, як Ґао впав на землю, співробітники телебачення спочатку подумали, що це наслідки втоми, і не відреагували відразу. Тільки через 16 хвилин присутні вирішили подбали про стан Ґао — лише тоді медичний персонал прибув на місце події.[22][23][24][25]

- Директор супутникового телебачення Чжецзяна Лінь Юн заявив, що після того, як співробітники виявили, що Ґао лежить на землі, вони негайно викликали швидку допомогу. Гості, які були ближче до інциденту також побігли до Ґао із головної сцени. Згодом прибув медичний персонал з центру екстреної допомоги в Нінбо, який почав рятувальну операцію. Після більш ніж 20-хвилинної першої допомоги швидка допомога відправила його до сусідньої лікарні Лі Хуїлі, більш ніж 2 годин після падіння Ґао.

Після інциденту багато користувачів мережі та артистів, які брали участь у записі, розмістили в Інтернеті статті з критикою реаліті-шоу в материковому Китаї. Серед них на спортивних програмах найчастіше трапляються нещасні випадки. Режисер і актор Сюй Чжен опублікував на Weibo, що «реаліті-шоу було дуже погано обізнане про безпеку» і що він «мусить нести відповідальність». Увечері того ж дня компанія Zhejiang Satellite TV заявила: «Цей інцидент викликав незворотні серйозні наслідки, ми глибоко шкодуємо про це, і ми готові взяти на себе відповідну відповідальність».
28 листопада його тіло було відправлено на тимчасове зберігання в похоронне бюро Нінбо. Увечері катафалк з тілом проїхав повз місце інциденту та прибув до похоронного бюро Ханчжоу для бальзамування. Фанати Гао Ісяна спонтанно звернулися до асоціації акторів Китаю з приводу його раптової та несподіваної смерті, заявивши, що артисти повинні «знати, як захищати себе, дорожити життям і відмовлятися від надмірної праці».

## Фільмографія

### Фільми
| Рік  | Назва фільму                                          | Роль         | Примітки                          |
| 2008 | «Жінка без недоліків (女人不坏)»                      | X            |                                   |
| 2010 | «Історія іграшок 3 (玩具總動員3)»                     | Кенні        |                                   |
| 2013 | «101 пропозиція (101次求婚)»                          | Сюй Чжоч     |                                   |
| 2013 | «Знаряддя смерті: Місто кісток (天使聖物：骸骨之城)»  | Магнус Бейн  | Перша й єдина голлівудська робота |
| 2013 | «Клуб у костюмах (西裝劇社)»                          |              | Короткометражка                   |
| 2015 | «Щоденник весілля (婚禮日記)»                         | Сюй Женьмао  |                                   |
| 2016 | «Наймиліша різниця в зрості (最萌身高差)»             | Чжан Сяо     |                                   |
| 2017 | «Я — Марбері (我是馬布里)»                            | Ян Ся        |                                   |
| 2017 | «Романтика на Мангеттені (情遇曼哈顿)»                | Сун Вейдун   |                                   |
| 2017 | «Чайнатаун 1871 (唐人街1871)»                         | Том          |                                   |
| 2018 | «Древній меч: Лю Місяць Чжаомін (古剑奇谭之流月昭明)» | Ся Їцзе      |                                   |
| 2019 | «Шанхайська фортеця (上海堡壘)»                       | Ян Цзяньнань |                                   |
| 2020 | «Прийом у тещі (囧媽)»                                | Майк         | Камео                             |

### Серіали
| Рік  | Назва серіалу                                    | Роль                |
| 2006 | «Маг любові (爱情魔髮师)»                        | Хлопець Фань Сяолін |
| 2006 | «Діти з раю (天堂來的孩子)»                      | Ло Їсян             |
| 2006 | «Королева кохання (戀愛女王)»                    | Ван Чженсюн         |
| 2006 | «Супер партнер (超級拍檔)»                       | Big Mac             |
| 2007 | «Я хочу стати твердим як хурма (我要變成硬柿子)» | Ло Сінху (Тайгер)   |
| 2007 | «Хочеш побитися, давай! (鬥牛，要不要)»          | Танке               |
| 2009 | «Маленька сестра Таохуа (桃花小妹)»              | Чень Хе             |
| 2010 | «Мій коханий у черзі (我的排隊情人)»             | Бай Цяньжуй         |
| 2011 | «Непарна пара (單數絕配)»                        | Їн Кайтай           |
| 2012 | «Ціна переможниці (勝女的代價)»                  | Гао Цзиці           |
| 2013 | «Блискуча родина (華麗一族)»                     | Лі Чжень            |
| 2013 | «Запис про кохання Цянь Додо (錢多多煉愛記)»     | Сюй Фей             |
| 2014 | «Якщо я тебе люблю (如果我爱你)»                 | Ян Цзюнь            |
| 2016 | «Воїн Чжао Цзилун (武神趙子龍)»                  | Люй Бу              |
| 2016 | «Зустрічаючи Ван Лічуана (遇見王瀝川)»           | Ван Лічуань         |
| 2019 | «Гравітація веселки (彩虹的重力)»                | Цзі Хуан            |
| 2020 | «Занадто красивий, щоб жити (怪你過分美麗)»      | Мо Бей              |

### Книги
| Дата випуску           | Тип   | назва книги              | автор                                             | видавництво      | ISBN                   |
| ---------------------- | ----- | ------------------------ | ------------------------------------------------- | ---------------- | ---------------------- |
| 6 квітня 2009 року     | проза | «Зустрічайте Fashion F4» | Лан Цзюньтянь, Дін Чуньчен, Чень Шаочен, Ґао Їсян | М'яка обкладинка | ISBN 978-957-803-731-1 |
| 25 листопада 2009 року | фото  | «Відстань кохання 0,01»  | Ґао Їсян                                          | Культура Санкай  | ISBN 978-986-229-189-4 |
| 8 грудня 2010 року     | фото  | "Зустрінемося в Парижі"  | Ґао Їсян                                          | Культура Санкай  | ISBN 978-986-229-350-8 |